# جوجوتسو
الجوجتسو أو الجوجوتسو (باليابانية: 柔術) بالمعنى الحرفي «فن الليونة» أو «الطريق للخضوع»، هو الاسم الذي يطلق على مجموعة من أنماط الفنون القتالية اليابانية، بما فيها القتال الأعزل أو المسلح. تطور الجوجتسو بين الساموراي في اليابان الإقطاعية كطريقة لهزيمة خصم مسلح دون استخدام أسلحة. نظرا لعدم فعالية ضرب الخصم المدرع فقد كان أكثر الأساليب فعالية لهزيمة العدو هو عمليات لي المفاصل والرمي. تم تطوير هذه التقنيات حول مبدأ استخدام طاقة المهاجم ضده بدلا من معارضته.
هناك العديد من الاختلافات في الجوجتسو، الأمر الذي يؤدي إلى تنوع المناهج.
يمارس الجوجتسو اليوم على حد سواء كما كان منذ مئات السنين، كما يوجد أيضا أشكال معدلة لممارسة الرياضة. كما تم اشتقاق نموذج رياضي دخل الألعاب الأولمبية هو الجودو، والذي تم تطويره من عدد من الأنماط التقليدية على يد كانو جيغورو في أواخر القرن التاسع عشر.

## التسمية
مصطلح الجيوجيتسو هي كلمة يابانية الاصل. ووفقا لطريقة الكتابة بالحروف اللاتينية اليابانية الأكثر انتشارا، وطريقة هيبورن، هذه كانجي يجب أن تحدد على النحو التالي:
- جو: لينة، يُمدد، مرن، الطيع.

- جوتسو: فن، متوسط، تقنية.

هذا يشير إلى أصل هذا المصطلح، جوجيتسو يترجم إذا إلى «فن المرونة».

## أصل الجوجتسو
ابتكر مقاتلي الساموراي في اليابان هذه الرياضة بعد أن فرض عليهم تسليم أسلحتهم، مما جعلهم يفكرون في طريقة جديدة للدفاع عن النفس وسموها (فن الليونة) فيما يعرف جوجتسو باليابانية، وأصبحت الآن من أكثر الرياضات انتشاراً لكفاءتها العالية في المعارك القتالية المباشرة.

## أسطورة الدكتور أكياما
منذ فترة طويلة، عاش في اليابان الدكتور أكياما.وكان أسطورة خلدها التاريخ

## الأحزمة
| أبيض       |
| أصفر       |
| برتقالي    |
| أخضر       |
| أزرق       |
| بني        |
| أسود       |
| أحمر وأسود |
| أحمر وأبيض |
| أحمر       |

## جوجتسو (الأساليب والمدارس)
الجيوجيتسو البرازيلية
ترجع أصول الجيوجيتسو البرازيلية وجذورها الأم إلى اليابان حيث عرفت كفن متكامل قتالي أثناء المواجهة مع أشخاص عزّل، وقد برز عدة مقاتلين في اليابان ومن بينهم شخص يدعى ماتسوي عرف بشراسته القتالية وتغلبه على عدة أشخاص. هاجر الماستر الياباني ماتسوي ميدا Mitsuyo Meada 1880-1941 وهو أشهر مقاتل جوجيتسو في اليابان حيث استقر في البرازيل وقام بنشر هذا الفن الشرس والأن يستعمل الجيوجيتسو في الفنون القتالية المخطلطة MMA
أنواع المدارس
أيضا هناك بعض مدارس قديمة تحمل نفس منهجية الجيو-جيتسو ولكن بأسماء أخرى، مثل 1- شورينجي كينبو 2- سايدوكان شورن ريو 3- جو شن جيتسو 4- كو كين ريو جيتسو 5-شيدوكان جيتسو 6-السبنجيتسو وغيرها العشرات من المدارس التي تحمل أسماء مختلفةً لكنها تنتهج منهجها وتتمرن على تكنيكاتها

## اقرأ أيضاً
- فنون قتال يابانية حديثة
- الجودو
- أيكيدو
- تاي جوتسو